# Косика
Косика  (рос. Косика) — село на Єнотаєвському районі Астраханської області Російської Федерації.
Населення становить 591 особу (2017). Входить до складу муніципального утворення Косикинська сільрада.

## Історія
Населений пункт розташований на території українського етнічного та культурного краю Жовтий Клин. Від 1925 року належить до Єнотаєвського району.
Згідно із законом від 6 серпня 2004 року органом місцевого самоврядування є Косикинська сільрада.

## Населення
| 2002 | 2010 | 2012 | 2013 | 2014 | 2015 | 2016 |
| ---- | ---- | ---- | ---- | ---- | ---- | ---- |
| 574  | ↘563 | ↗596 | ↗599 | ↘590 | ↘589 | ↘588 |
| 2017 |      |      |      |      |      |      |
| ↗591 |      |      |      |      |      |      |